# Dalsjöfors
Dalsjöfors est une localité de Suède située dans la commune de Borås du comté de Västra Götaland. Elle couvre une superficie de 2,88 km2. En 2010, elle compte 3 362 habitants.